# Korsikansk (sprog)
 For alternative betydninger, se Korsikansk. (Se også artikler, som begynder med Korsikansk)
Korsikansk er et sprog, der tales på Korsika og det nordlige Sardinien. Det er udviklet fra latin og har modtaget påvirkninger fra italiensk (specielt toskansk) og fransk.
Fransk er det officielle sprog på Korsika, og korsikansk har været et symbol på korsikansk nationalisme.
| Sprog | Spire Denne artikel om sprog er en spire som bør udbygges. Du er velkommen til at hjælpe Wikipedia ved at udvide den. |